# O Gran Camiño
O Gran Camiño är ett spanskt etapplopp i landsvägscykling som avhålls i Galicien. Den första upplagan hölls 2022 och sedan dess ingår loppet i UCI Europe Tour klassificerat som 2.1. Inledningsvis gick loppet under fyra dagar, men 2025 ökades antalet dagar till fem. Banprofilerna är backiga (från 1800 till 2800 höjdmeter per linjeetapp 2025) och en av etapperna är ett individuellt tempolopp.
Namnet kommer från Jakobsleden (på spanska "Camiño de Santiago") som har slutmål i Santiago de Compostela (vilket även cykelloppet hade 2023 och 2025).

## Podieplaceringar
| År   | Vinnare            | Tvåa             | Trea            |
| ---- | ------------------ | ---------------- | --------------- |
| 2022 | Alejandro Valverde | Michael Woods    | Mark Padun      |
| 2023 | Jonas Vingegaard   | Jesús Herrada    | Ruben Guerreiro |
| 2024 | Jonas Vingegaard   | Lenny Martinez   | Egan Bernal     |
| 2025 | Derek Gee          | Davide Piganzoli | Magnus Cort     |